# 딱총나무
딱총나무 또는 접골목(영어: Sambucus, elder 또는 elderberry)은 한국·중국·일본·우수리 등지에 분포하는 낙엽 활엽관목으로 산골짜기에서 자란다. 높이는 3m 정도이고, 줄기의 속이 어두운 갈색이다. 잎은 마주나고 2-3쌍의 작은잎으로 된 기수 1회 우상복엽이다. 작은잎은 길이 5-14cm로 긴 타원형 또는 타원상 난형이고 끝은 뾰족하며 밑은 날카롭고 가장자리에 톱니가 있다. 꽃은 5월에 피고 돌기가 있으며 짧은 원추꽃차례를 이룬다. 화관은 황록색이 돌고 털이 없으며, 꽃밥은 황색이다. 열매는 핵과로 공 모양이며 7월에 붉게 익는다.